# Трое с небес: Истории Аркадии
«Трое с небес: Истории Аркадии» (англ. 3Below: Tales of Arcadia) — американский компьютерный мультсериал, созданный Гильермо дель Торо для Netflix и спродюсированный компанией DreamWorks Animation. Второй сериал из трилогии Истории Аркадии. Первый сериал трилогии — «Охотники на троллей: Истории Аркадии», а третий — «Волшебники: Истории Аркадии».
Премьера первого тринадцати серийного сезона состоялась 21 декабря 2018 года на канале Netflix. Второй сезон был показан 12 июля 2019 года.

## Сюжет
На планете Акиридион-5 мятежный генерал Вэл Морандо совершает государственный переворот. Король и королева побеждены, их тела разрушены, но наследникам правящей династии Таррон, брату и сестре Крелу и Аже удается спасти их «жизненные стержни» и бежать на космическом корабле. Их сопровождает верный телохранитель Варватос Векс и домашний любимец принцессы Ажи Лууг. Беглецы направляются на отдаленную и неприметную планету Земля в надежде укрыться там от генерала Морандо и попытаться регенерировать родителей. Корабль приземляется в калифорнийском городке Аркадии Оакс, в котором происходили события предыдущего сериала «Охотники на троллей: Истории Аркадии». Брату и сестре предстоит приспособиться к земной жизни, починить свой космический корабль и постараться не попасть в лапы охотников за головами, которых разослал по всей Галактике генерал Морандо.

## Актёры и персонажи
- Ажа Таррон (озвучивает Татьяна Маслани), наследная принцесса Акиридиона-5, как и все подростки не очень хочет быть тем, кем её хотят сделать, учится владеть боевым оружием.
- Крел Таррон (озвучивает Диего Луна), наследный принц Акиридиона-5, талантливый изобретатель, отлично знает математику.
- Варватес Векс (озвучивает Ник Офферман), командующий королевскими войсками, в настоящее время телохранитель и защитник наследников. Мыслит категориями сражений, пыток и убийств.
- Вэл Морандо (озвучивает Алон Абебиол), мятежный генерал, главный антагонист сериала.
- Рик Бланк и Люси Бланк — роботы, запрограммированные изображать родителей Ажи и Крела.
- Мама (озвучивает Гленн Клоуз), космический корабль, вероятно обладает ИИ.
- Стив Палчук (озвучивает Стивен Ён), землянин, самовлюбленный и туповатый подросток. Влюблен в Ажу.